# 吳家輝
吳家輝（英語：Parro Ng，1970年3月31日—），香港演員，曾是香港電台第二台的DJ，也是香港無線電視和東亞衛視的節目主持人，在1990年代，參與了多部電影的演出，近年轉往幕後發展，負責不少中港電影、電視節目和演唱會的創作和製作工作，並在台灣推出多本以旅遊和美食為主題的著作，部份作品更在中國發行簡體版。

## 簡歷

### 早期
吳家輝小學和中學分別在慈幼學校和慈幼英文學校就讀。中學時期，受當時英國新浪漫音樂影響，不時把音樂評論文章投稿到雜誌報刊，仍然在學，已被當時著名的獨立音樂雜誌《Music Bus音樂通信》聘請為音樂記者，畢業後，正式成為雜誌編輯。後來被藝視唱片邀請，成為唱片宣傳主任並兼顧經理人部門，曾合作的歌手藝人包括周慧敏、Raidas、陳德彰、吳潔梅、雷安娜等。

### 電台時期（1989-1994）
1989年，在著名唱片騎師車淑梅引薦下，吳家輝加盟香港電台第二台，經過半年訓練，1990年正式出道，首個節目是和同期新人陳嘉熙合作的《孖寶快餐車》，之後陸逐主持了《中文歌集》、《青春交響曲》、《音樂同志》等節目。曾被《青年週報》讀者票選為「全港十大男DJ」的第三位。

### 電視台時期（1992-1995）
1992年，拍攝時間廊手錶品牌Delvina的廣告後，被TVB羅致旗下。在三年間，主持了《週末任你點》、《滾石音樂重要情報》和《翡翠音樂幹線加長版》等音樂節目。
1995年，受著名電視製作人李添勝先生賞識，加入了《神鵰俠侶 (1995年電視劇)》劇組，飾演武敦儒一角。

### 電影時期（1995-1996）
1995年，轉戰電影圈，拍攝首部作品《猛鬼屠房》，之後共參與了接近十部電影演出。在完成了《假男假女》後，決定從回幕後。
2006年，應東亞衛視邀請，主持《今日香港》和《音樂最前線》。之後再次回歸幕後，專注製作人工作至今。

### 作家時期（1991至今）
1991年，受邀加入《玉郎電視》雜誌的DJ隨筆，每週在專欄中分享生活。
1998年，推出首本著作《求戀電波少年》，內容以暗戀、求戀、熱戀、失戀多角度切入，分析和探討新世代的戀愛觀，是香港家庭計劃指導會的推薦書刊。
2002年，因為喜愛泰國，以分享的心情，推出第一本旅遊導覽書《曼谷餐廳100家》》。
2005年，和台灣上旗文化合作，首次在台出版個人旅遊導覽書《香港 In Hand：4天3夜暢遊玩樂手冊》，之後更合作了多本旅遊叢，正式打入台灣市場。
2009年，城邦文化的《TRAVELER Luxe 旅人誌》特約作者，定期發表旅遊文章。
2010年，第一本作者書《香港小旅行》在8月推出，紀錄了從前老香港的點滴和小故事，是吳家輝首部旅遊文學著作，經多次再版，是吳家輝的重要作品之一。同年11月，加盟台灣墨刻出版，推出《潮敗最香港：吳家輝的私房潮店》，並推出簡體版，首度打入中國市場。
2014年，10月，吳家輝以他在台灣多年的美食小故事，寫下了《台北人情味小吃，挑剔老饕的美食地圖60+》，經多次再版後，在2016年再推出系例的第二部《香港人情味小吃：港仔的巷弄老味道60+》，同樣有正面的評價。
2018年，成為手機旅遊app《隨身玩世界》的香港區特約作者。
2023年，休息6年後，首本個人作者書《台北小吃。港式情書》在5月正式發行。

## 作品列表

### 曾主持香港電台第二台節目
- 《孖寶快餐車》
- 《演藝傳真》
- 《親親二十幾》
- 《DJ堡壘》
- 《DJ夢工場》
- 《中文歌集》
- 《青春交響曲》
- 《音樂同志》（與梁兆輝、周國豐、李志剛）
  - 1993年梁兆輝暫別港台，轉投叱咤903前最後一個節目
- 《Radio Zoo》
- 《Q版任點唱》
- 《輕談淺唱不夜天》

### 曾參與電視節目
- TVB
  - 《週末任你點》（主持）
  - 《滾石音樂重要情報》（主持）
  - 《翡翠音樂幹線加長版》（主持）
  - 《神鵰俠侶 (1995年電視劇)》（演出）

- 東亞衛視
  - 《今日香港》（主持）
  - 《音樂快線》（主持）

### 曾演出電影
- 《猛鬼屠房》（1995）
- 《四級殺人狂》（1995）
- 《國產雪蛤威龍》（1996）
- 《驚青艷女郎》（1996）
- 《假男假女》（1996）
- 《第八宗罪》（編劇，1996）
- 《夜半2點鐘》（1997）
- 《我有我瘋狂》（1997）
- 《戇豆豆追女仔》（1998）

### 曾拍攝廣告
- 《時間廊-Delvina》（1991）
- 《AXE洗潔精》（1992）
- 《Close Up牙膏》（1994）
- 《四洲吹波糖》（1996）
- 《世界視力》（1997）

### 曾推出著作
- 香港出版
  - 《求戀電波少年》（我們的出版社，1998）
  - 《曼谷食Guide》（零至壹出版社，2002）
  - 《下一站台北》（星島出版社，2004）
  - 《夜遊台北》（星島出版社，2004）

- 台灣出版
  - 《逛街聖經2：香港買不完》（台灣：量聲製作公司-合著，2000）
  - 《香港美食團》（台灣：量聲製作公司-合著，2000）
  - 《香港 In Hand：4天3夜暢遊曼谷玩樂手冊》（上旗文化，2005）
  - 《曼谷 In Hand：4天3夜暢遊曼谷玩樂手冊》（上旗文化，2005）
  - 《上海 In Hand：Top5 地區玩樂情報全攻略》（上旗文化，2006）
  - 《澳門 In Hand：Top7 地區玩樂情報全攻略》（上旗文化，2007）
  - 《胡志明市 In Hand：深度漫遊西貢3大郡&中南越7城區》（上旗文化，2008）
  - 《香港小旅行》（上旗文化，2010）
  - 《潮敗最香港：吳家輝的私房潮店100》（Mook 墨刻出版，2010）
  - 《香港老味道，港仔的巷弄秘店50+》（Mook 墨刻出版，2012）
  - 《台北人情味小吃，挑剔老饕的美食地圖60+》（Mook 墨刻出版，2014）
  - 《香港人情味小吃，港仔的巷弄老味道60+》（Mook 墨刻出版，2016）
  - 《香港澳門攻略完全制霸2019》（Mook 墨刻出版-合著，2019）
  - 《台北小吃。港式情書》（Mook 墨刻出版，2023）

## 人物專訪
- 《小日子》- 買東西、吃東西以外的人情味 聽吳家輝說香港故事
- 《潮人物》- Best Choice 融合時尚
- 《TRAVELER Luxe 旅人誌》- 吳家輝 老饕無國界
- 《食尚玩家》- 「香港人推薦小吃 三顆蛋黃拌飯也太好吃了吧！

## 外部連結
- 吳家輝的Facebook專頁